# Корсунь-Шевченківська міська територіальна громада
Ко́рсунь-Шевче́нківська міська громада — територіальна громада в Україні, в Черкаському районі Черкаської області. Адміністративний центр — місто Корсунь-Шевченківський.
Площа громади — 176 км², населення — 20 913 мешканців (2020).
Утворена 2020 року зі складу Корсунь-Шевченківської міської ради, Виграївської, Моринської, Пішківської та Сотницької сільських рад.

## Склад
До складу громади входять:
| Населений пункт               | Населення, осіб (1989) | Населення, осіб (2001) |
| ----------------------------- | ---------------------- | ---------------------- |
| Берлютине, селище             | 36                     | 24                     |
| Виграїв, село                 | 719                    | 614                    |
| Гарбузин, село                | 2255                   | 1662                   |
| Зелена Діброва, селище        | 58                     | 40                     |
| Корсунь-Шевченківський, місто | 22264                  | 19328                  |
| Моринці, село                 | 392                    | 317                    |
| Нехворощ, село                | 217                    | 166                    |
| Пішки, село                   | 445                    | 379                    |
| Саморідня, село               | 483                    | 425                    |
| Ситники, село                 | 404                    | 374                    |
| Сотники, село                 | 606                    | 515                    |